# John Ernest Randall
Pour les articles homonymes, voir Randall.
John Ernest Randall Jr. est un biologiste américain, né le 22 mai 1924 à Los Angeles et mort le 26 avril 2020.

## Biographie
Il est le fils de John Ernest Randall et de Mildred née McKibben. Il obtient son Bachelor of Arts à l’université de Californie à Los Angeles en 1950 et son Ph. D. à l’université d'Hawaii en 1955. Il se marie le 9 novembre 1951 avec Helen L.S. Au dont il aura deux enfants.
Il est chercheur à l’université d’Hawaii de 1953 à 1955, chercheur associé au Muséum Bishop de 1955 à 1956, puis à l’université de Miami de 1957 à 1961. Il est professeur de biologie et directeur de l’institut de biologie marine à l'université de Porto Rico de 1961 à 1965, de l’institut océanique de 1965 à 1966. À partir de 1965, il est ichtyologiste au Muséum Bishop et enseigne à l’Institut de biologie marine d’Hawaii.
Membres de diverses sociétés savantes et fait paraître de très nombreuses publications sur la taxinomie et la biologie des poissons, dont il a décrit plus de 600 nouvelles espèces, notamment sur les phénomènes de mimétisme, les poissons venimeux, la biologie de la strombe géante et du genre Diadema et le développement des récifs artificiels.